# PMDG
PMDG(영어: Precision Manuals Development Group)는 《플라이트 시뮬레이터》 시리즈의 상용 애드온 개발 회사이다. 실제 항공기와 최대한 흡사하게 게임 속의 항공기를 디자인한다는 점에서, 이 회사는 《플라이트 시뮬레이터》 애드온 및 개발자 커뮤니티의 리더로 언급되고 있다. 현재 종업원은 8명이며, 항공 전문가를 포함한 몇 명의 베타 테스터도 있다.

## 역사
PMDG는 《플라이트 시뮬레이터》 시리즈의 자세한 설명서를 제작하는 것에서 시작하였으며, 회사명은 그에서 유래한다. 그러나, 플라이트 시뮬레이터의 보잉 747과 보잉 757에 대한 설명서 2개만을 제작한 이후, 회사는 곧 《플라이트 시뮬레이터》의 애드온 항공기를 제작하기 시작하였다. PMDG의 첫 작품은 flight Simulater용으로 제작된 보잉 757과 보잉 767 패키지였으며, 이 애드온은 매킨토시 또는 PC에서 플레이할 수 있었다.

## 항공기
PMDG는 각각의 변형 모델을 포함하여, 《플라이트 시뮬레이터 2004》용으로 9개의 항공기를 제작했으며, 《플라이트 시뮬레이터 X》용으로 8개의 항공기를 제작했다.
| 플라이트 시뮬레이터 2004 | 플라이트 시뮬레이터 X | Fly!               |
| ------------------------ | --------------------- | ------------------ |
| 737-600                  | 747-400X              | 757                |
| 737-700                  | MD-11                 | 767                |
| 737-800                  | 737 NGX               | 777 보잉 777-300er |
| 737-900                  | JS4100                |                    |
| 비치크래프트 1900C       | 747-8i                |                    |
| 비치크래프트 1900D       | 보잉 777              |                    |
| 747-400                  | 747-400LCF            |                    |
| 747-400F                 |                       |                    |
| MD-11                    |                       |                    |